# مرسيدس بنز الفئة سي إل أر
مرسيدس بنز الفئة سي إل أر (بالإنجليزية: Mercedes-Benz CLR)‏ هي سيارة رياضية من إنتاج شركة مرسيدس وهي من سيارات السباق، جرى تطوير السيارة من خلال شركة مرسيدس بنز بالتعاون مع قسم ضبط السيارات والمتخصصين في سيارات رياضة سباق السيارات من شركات أخري.
وكانت السيارة تنافس أحدث السيارات الرياضية التي أُنتجت في عام 1999، وكانت هذه الفئة هي الثالثة في سلسلة من السيارات الرياضية التي طورتها مرسيدس بنز بعد فئتي مرسيدس بنز أس أل كي GTR وأس أل كي LMs التي كانت قد ظهرت لأول مرة في عام 1997 و1998 على التوالي.

## الخلفية
في عام 1996 شملت برامج رياضة السيارات في مرسيدس-بنز دعم السيارات في الفورمولا واحد، إندي كار، وبطولة السيارات السياحية الدولية (ITCC). بعد انهيار ITCC في نهاية موسم 1996، تحول انتباه مرسيدس إلى سلسلة دولية جديدة، بطولة الاتحاد الدولي للسيارات وتم تكليف شركاء السباق AMG بتطوير تصميم لتلبية لوائح الاتحاد الدولي للسيارات GT1 للبطولة الجديدة. تم تصميم السيارات الجديدة، المعروفة باسم CLK GTRs، لاستخدامها كسيارات للسباق والطريق المتاحة للجمهور، كما تتطلب لوائح سلسلة سيارات السباق لتكون على أساس نماذج الإنتاج. وكانت جي تي آر سي ناجحة في موسمها لأول مرة، وفاز سبعة من أحد عشر سباقات وكسب كل من السائقين وبطولات الفرق.

## معرض صور

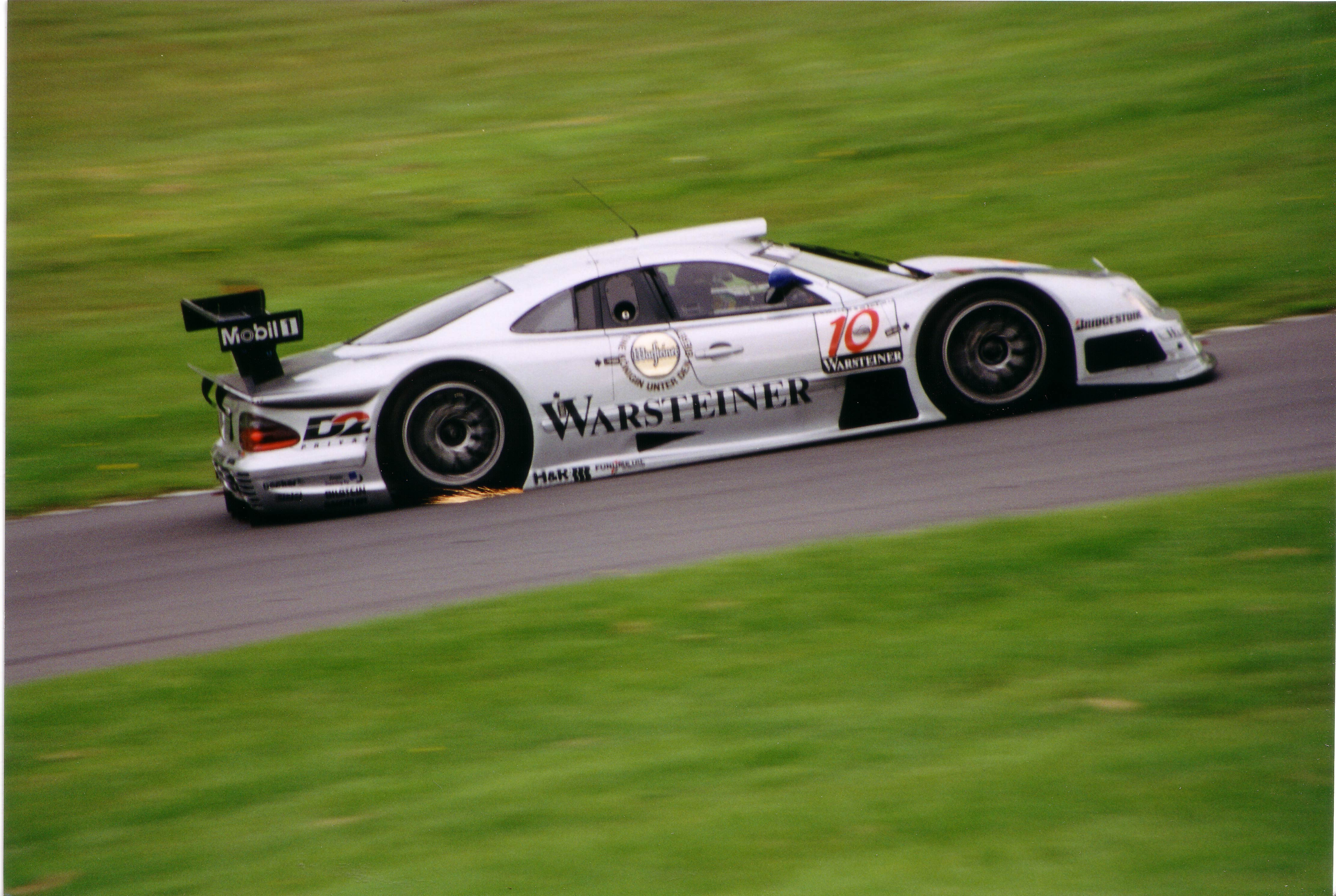
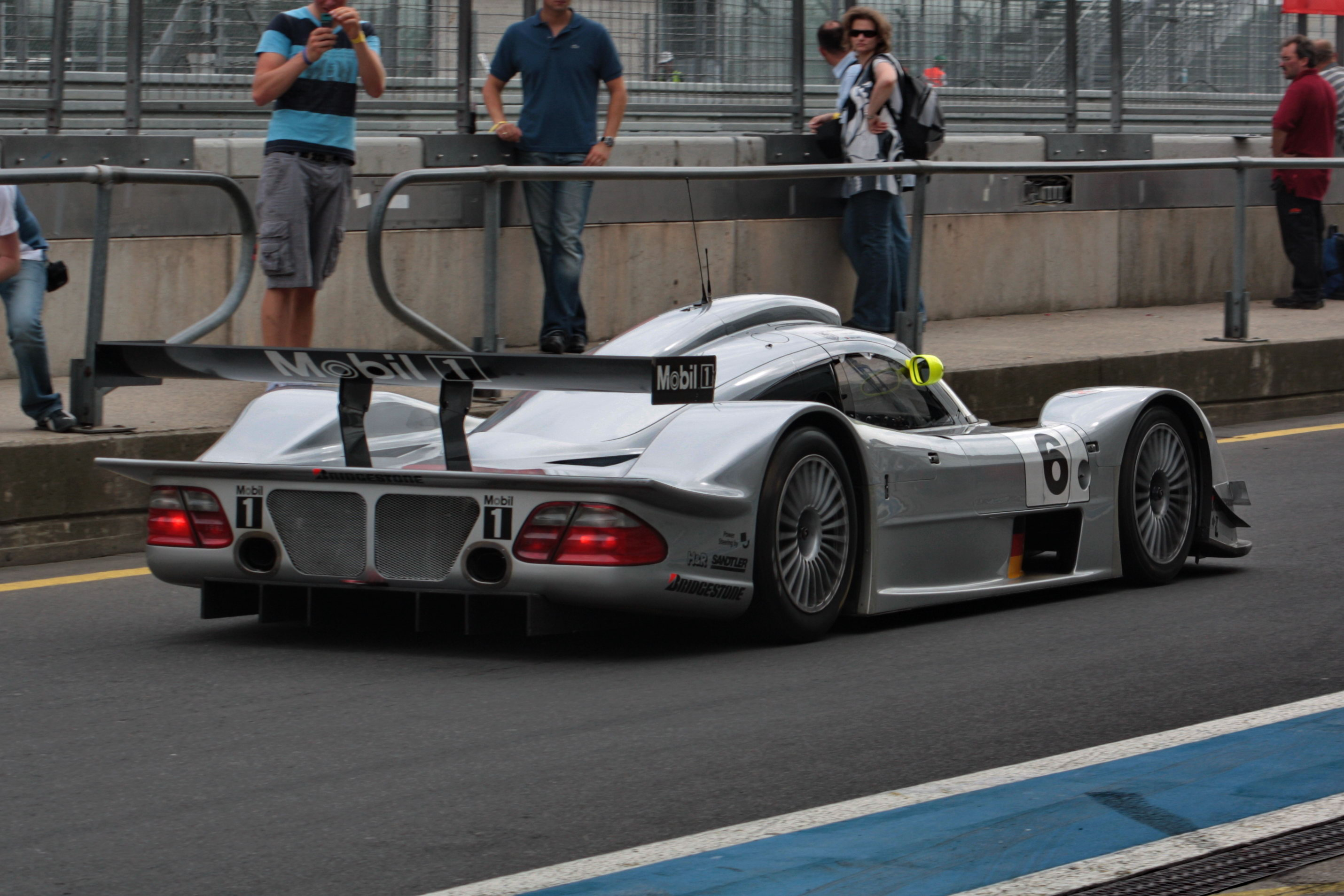
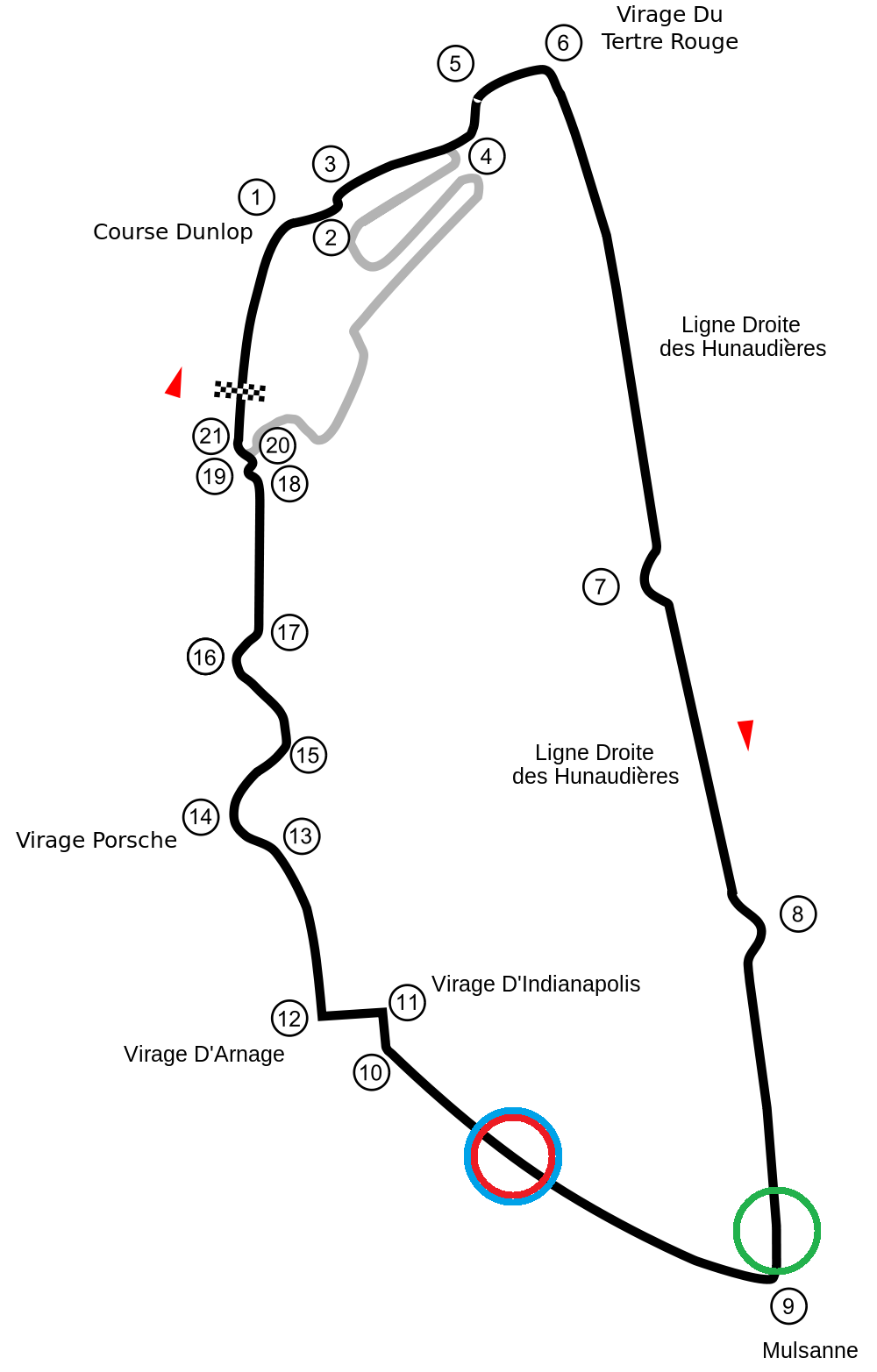
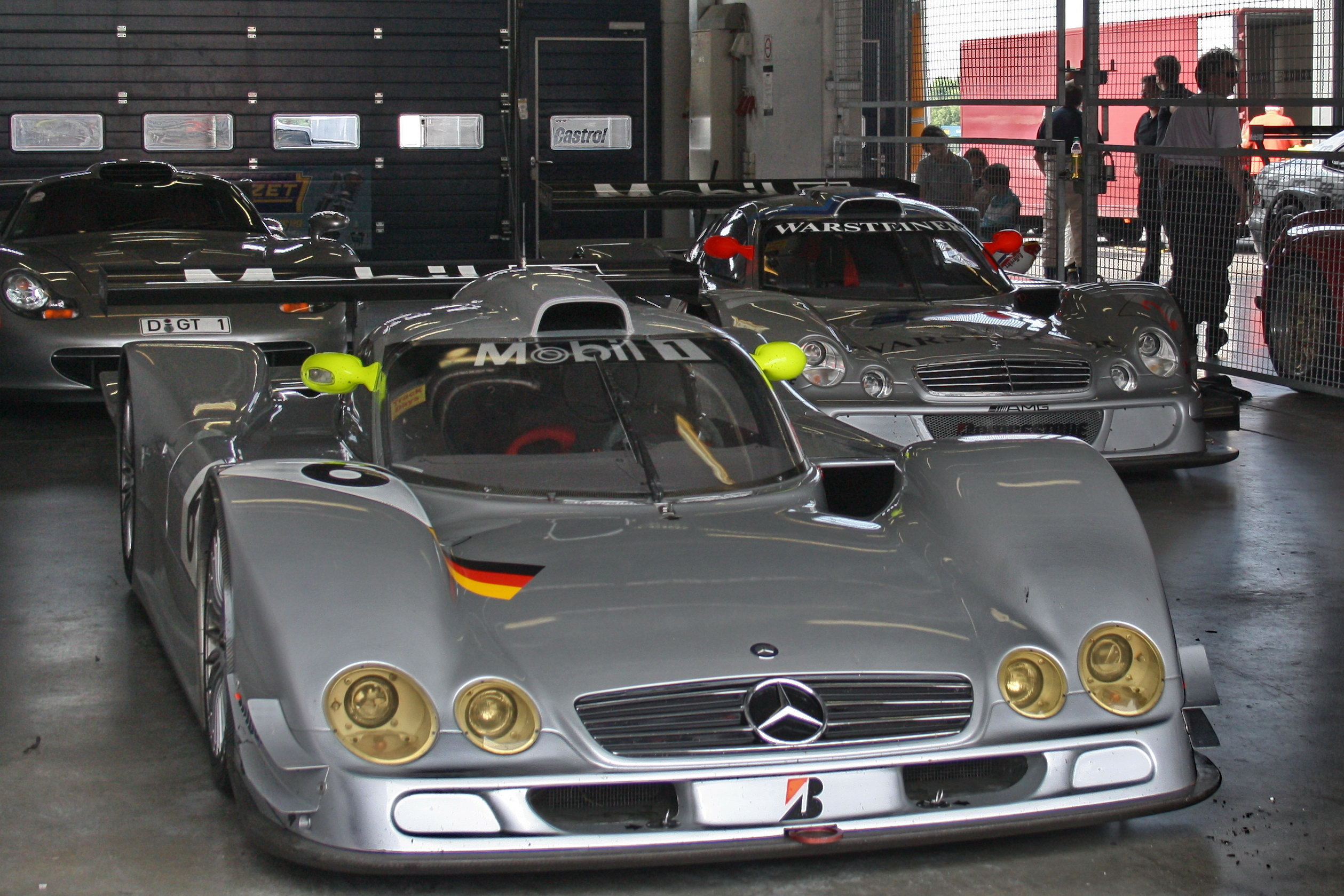

## روابط مفيدة
- موقع مرسيدس-بنز الرسمي
- معلومات عن طراز إس 65 إيه إم جي